# Paul Gilbert
Paul Brandon Gilbert (Carbondale, Illinois, 1966. november 6. –) amerikai zenész. A Racer X nevű power metal együttes gitárosaként szerzett magának hírnevet az 1980-as évek második felében, majd a Mr. Big hard rock supergroup tagjaként lett még ismertebb. Pályafutása során több szólólemezt is kiadott, valamint részt vett a 2007-es G3 turnén is, ahol Joe Satriani és John Petrucci voltak a partnerei. Emellett több oktató filmet is készített már. Technikai tudása valamint dalszerzői képességei révén nagy megbecsülésnek örvendő gitáros, aki a GuitarOne magazin "minden idők 10 leggyorsabb gitárosa" listáján a 4. helyre került, de a Guitar World "minden idők 50 leggyorsabb gitárosa" listáján is előkelő helyen szerepelt.

## Kezdetek
Gyerekkora nagy részét Pennsylvaniában töltötte. 5 éves korában kezdett el gitározni, de ekkoriban még nem kötötte le annyira az érdeklődését, hogy komolyan vegye a gyakorlást, ezért egy időre abba is hagyta a tanulást. 11 éves korában kezdett el újra érdeklődni a gitározás iránt, olyan zenekarok hatására, mint a Led Zeppelin, a Kiss, a Beatles, az Aerosmith vagy a Heart. Első hangszere egy Stella márkájú akusztikus gitár volt, mely 1 dollárba került. Gitárosok közül fontos hatásaként említi Jimmy Page, Alex Lifeson, Randy Rhoads, Gary Moore, Pat Thrall és Pat Travers nevét, azonban elsőszámú kedvencének Eddie Van Halent tartja.
Szorgalmasan gyakorolt, így néhány év múlva hamar a hangszer mesterévé vált.
13 évesen alakította meg első rock zenekarát a "Paradiz"-t, mely eredetileg a "Paradise" névre hallgatott volna, de betűméretezési problémák miatt az E-betű nem fért ki a lábdobra.

## Shrapnel Records
1981-82 körül vette fel a kapcsolatot Mike Varney-vel a Shrapnel Records alapítójával, egy közös munkára kérve őt Ozzy Osbourne-nal. Varney akkor még el sem tudta képzelni, hogy Osbourne miért dolgozna együtt egy 14 éves gitárossal, de aztán meghallgatta a demóját és megváltozott a véleménye. A következő három évben tartották a kapcsolatot, majd Paul Los Angeles-be ment, hogy a GIT (Guitar Institute of Technology)-ben tanuljon gitározni. Játékára már 15 éves korában felfigyelt a Guitar Player magazin, így nem csoda, hogy hamar sikerült zenésztársakat találnia.
Első zenekara a Tau Zero nevet használta, mellyel környékbeli klubokban koncertezett.
1985-ben a Black Sheep együttessel dolgozott együtt.
Kaliforniába való költözésekor az Electric Fence együttesben gitározott, mely a Racer X elődjének is tekinthető.

## Racer X, Mr. Big
Az együttes Los Angeles-ben alakult, eredetileg a következő tagokkal: Paul Gilbert (gitár), Juan Alderete (basszusgitár), Harry Gschoesser (dobok) és Jeff Martin (ének). A zenéjüket ekkor még a Judas Priest inspirálta, Gilbert gitárjátéka pedig Yngwie J. Malmsteen-ra emlékeztetett a gyors szólóival és a magas szintű technikájával. Debütáló lemezük 1986-ban jelent meg Street Lethal címmel. Az anyagot a Shrapnel Records jelentette meg. A megjelenést követően Harry Gschoessert az a Scott Travis váltotta fel a dobok mögött, aki később a Judas Priest tagja lett. A következő album 1987-ben jelent meg Second Heat címmel. Még a felvételek megkezdése előtt Bruce Bouillet személyében egy második gitáros is csatlakozott az együtteshez. Bouillet képzett játékos volt (Gilberthez hasonlóan ő is a Guitar Institute of Technology falai között tanult), de így is nehéz volt lépést tartania Gilbert-tel. Paul Gilbert neve a világ egyik leggyorsabb gitárosaként lett ismert az olyan technikás számoknak köszönhetően, mint a Frenzy, a Scarified, az Y.R.O. és a Scit Scat Wah.
Gilbert 1988-ban hagyta ott a Racer X-et. Az együttes egy darabig fennmaradt Chris Arvan gitáros és Oni Logan énekes részvételével, amikor Jeff Martin (énekes) kilépett, hogy a Badlands nevű zenekarban doboljon Eric Singer helyett, aki azért távozott, hogy a Kiss-hez csatlakozzon.
Paul Gilbert sem maradt sokáig munka nélkül, még 1988-ban megalakult a Mr. Big hard rock supergroup. Gilbert mellett az ex-David Lee Roth basszusgitárvirtuóz Billy Sheehan, Eric Martin énekes, valamint Pat Torpey dobos alkotta a formációt. Az együttes először Japánban lett közismert, azonban Lean into It című 1991-es lemezükkel már a világ minden táján sztárnak számítottak. Paul Gilbert még két nagylemezt készített az együttes tagjaként, majd kilépett, hogy szólókarrierbe fogjon.

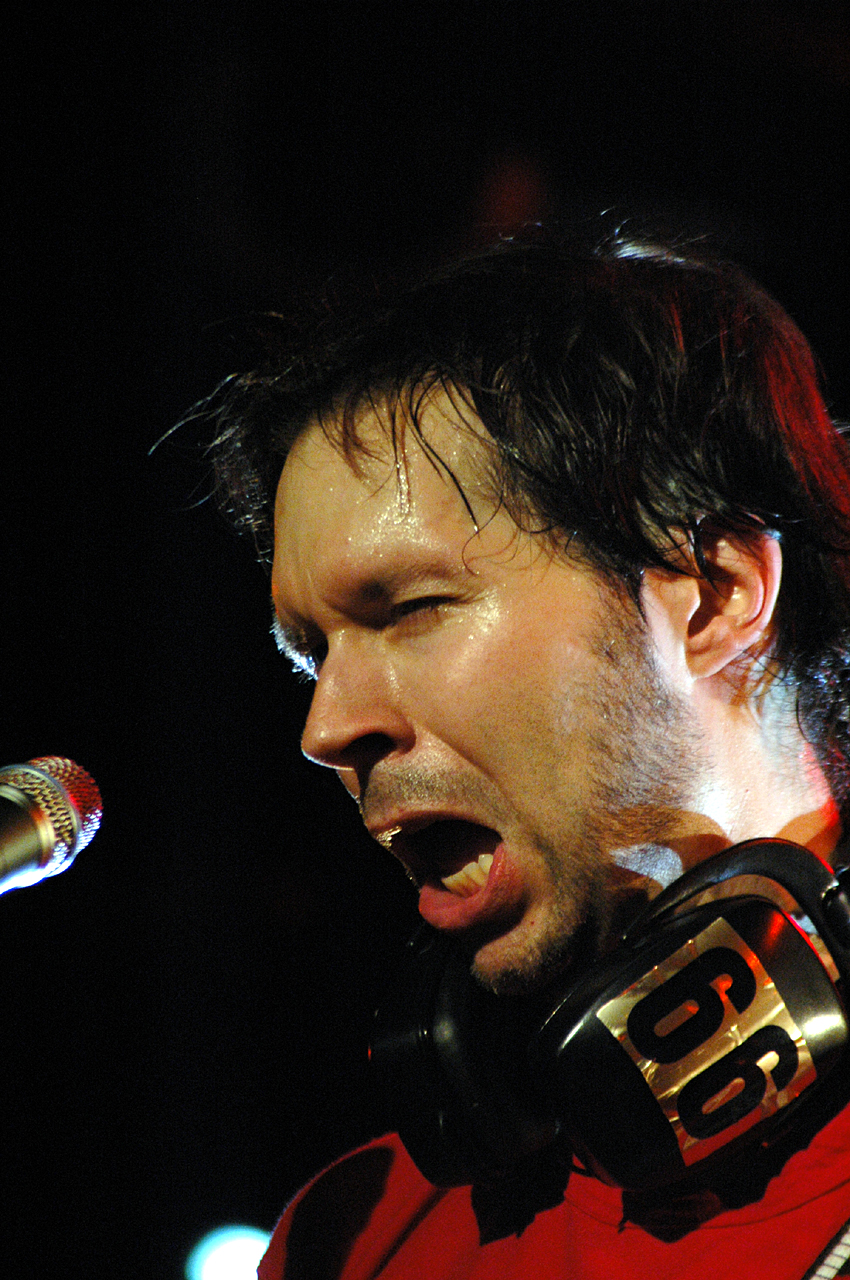
Paul Gilbert egy 2008-as római koncerten.

## Szólókarrier, újraegyesülések
A 90-es évek végén King of Clubs és Flying Dog címmel adott ki lemezeket, melyeket a 2000-es évek elején továbbiak követtek.
1999-ben ujjáalakult a Racer X, az új lemez a Technical Difficulties címet kapta. Ezt követte a Superheroes 2000-ben, melyet a Racer X korábbi gitárosa, Bruce Buillet kevert, aki az együttes újjáalakulásában nem vett részt.
2000-ben jelent meg Paul újabb szólólemeze az Alligator Farm, melyen már két elődjével ellentétben nem szerepelt Bruce Bouillet gitáros.
2002-es Burning Organ albumát a 2003-as Gilbert Hotel követte, melyen Johann Sebastian Bach átiratok mellett egy Genesis feldolgozás is szerepelt.
2003-ban csatlakozott a Beatles dalokat játszó Yellow Matter Custard supergrouphoz, melyben Mike Portnoy, Neal Morse és Matt Bissonette voltak a társai.
Szintén 2003-ban csatlakozott a Hammer of Gods tribute zenekarhoz, melyben a Led Zeppelin dalok tolmácsolásában Mike Portnoy, Dave LaRue és Daniel Gildenlöw volt a segítségére.
2005-ben új albumot adott ki Space Ship One címen, melyen egy Beatles átirat is szerepelt.
2005 szeptemberében csatlakozott Mike Portnoy, Sean Malone és Jason McMaster Rush emlékzenekarához.
2006 májusában pedig egy The Who emlékzenekarhoz csatlakozott, melyben Mike Portnoy, Gary Cherone és Billy Sheehan voltak a partnerei.
2006-ban sokak örömére elkészítette első instrumentális szólólemezét, mely a Get Out of My Yard címet kapta. A lemez nagy sikert aratott, Gilbert nemcsak fölényes technikai tudását demonstrálta a korongon, hanem zeneszerzői képességeit is. Az anyagon Paul felesége Emi Gilbert kezelte a billentyűs hangszereket, de a koncerteken is ő látható férje oldalán. Az album sikerét példázza, hogy Európában a Mascot Records eladási listáján a legkelendőbb albumok közé tartozott. Hasonló címmel egy DVD is megjelent, majd 2007-ben Gilbert szerepelt Neal Morse Sola Scriptura albumán. 2007-ben felkérést kapott a G3 aktuális turnéjára. Zenekarában korábbi kollégája Bruce Bouillet is felbukkant, akivel korábban a Racer X-ben játszott együtt. A turnén Joe Satriani és John Petrucci volt a másik két főszereplő.
Egyes beszámolók alapján Paul zenekarával estéről estére a legjobb koncerteket adta.

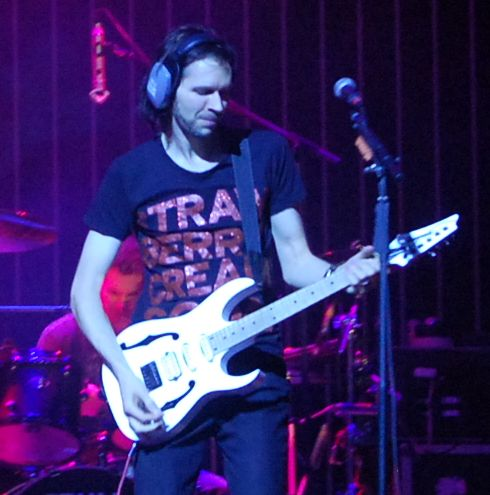
Paul Gilbert

2008-ban elkészítette második instrumentális albumát a Silence Followed by a Deafening Roart, melyet ugyanazzal a zenészgárdával rögzített, mint a 2006-os Get Out of My Yard lemezt (Emi Gilbert-billentyű, Jeff Bowders-dob, Mike Szuter-basszusgitár).
2009-ben Freddie Nelson énekessel kiadott egy United States című albumot.
Ugyanez évben a Racer X fellépett a kaliforniai NAMM show-n. A műsort Andy Timmons és zenekara nyitotta, majd Paul adott egy önálló blokkot, amit a Racer X koncertje követett. Paul mellett Scott Travis dobolt, Jeff Martin énekelt, és John Alderete basszusgitározott.
2009-ben került nyilvánosságra a hír miszerint a Mr. Big újjáalakul néhány koncert erejéig, de azóta már az is bebizonyosodott, hogy új albumra is lehet számítani.
2009-ben csatlakozott a Guitar Generation turnéhoz ahol George Lynch és Richie Kotzen voltak a partnerei.
Ugyanez évben a Tuska Open Air Metal Festival-on való fellépését törölni kellett.
2010. június 30-án jelent meg a Fuzz Universe címre keresztelt albuma, mely a 3. instrumentális anyaga. A japán kiadáson egy Johnny Cash feldolgozás is megtalálható.

## Hatásai, stílus
Legnagyobb hatásainak az alábbi zenekarokat és zenészeket tekinti: Michael Schenker, Randy Rhoads, Eddie Van Halen, Yngwie J. Malmsteen, Tony Iommi, Alex Lifeson, Jimmy Page, Robin Trower, Pat Travers, Judas Priest, Akira Takasaki, Jimi Hendrix, Kiss, és Ramones.

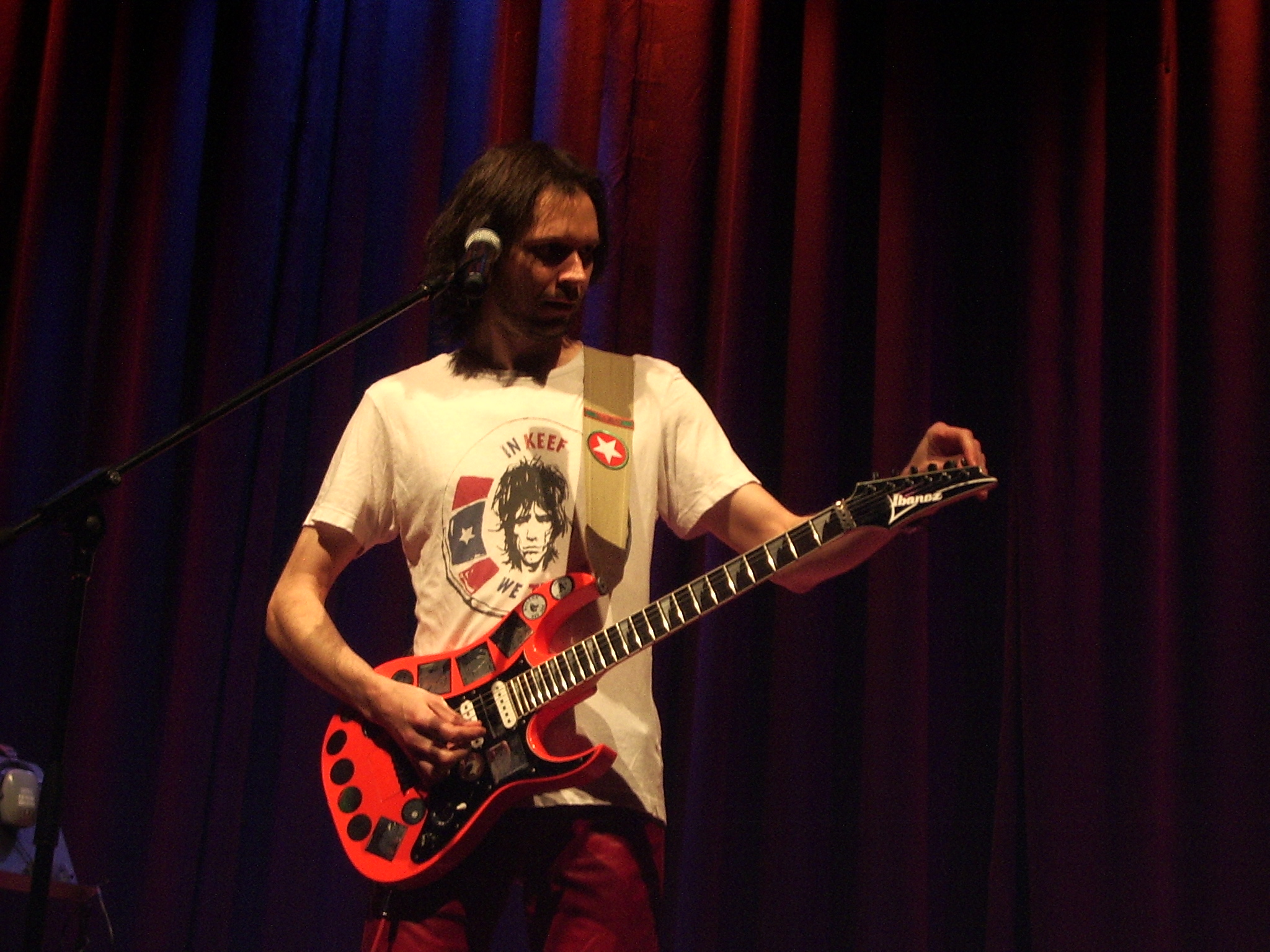
Paul Gilbert gitárját hangolja.

Stílusában a neoklasszikus gitározás technikai elemei ugyanúgy fellelhetőek, mint a Pat Travers hatására visszavezethető blues-rock vagy a funky. Sokoldalúságát instrumentális szólólemezei is bizonyítják, melyeken játszi könnyedséggel vonultatja fel a különböző zenei stílusokat, valamint formálja saját képére az őt ért zenei hatásokat.
Technikai szempontból rendkívül képzett gitáros, játékában ugyanúgy megtalálhatóak a folyékony legato futamok, mint a halálpontosan és kristálytisztán kipengetett arpeggiok, vagy a különféle tapping figurák. Szólóiban gyakran használja a string skipping technikát, ennek ellenére szólói mindig tisztán kihallhatóak. Ritmusjátéka metronóm pontosságú, de a klasszikus gitárt is mesteri módon kezeli.
Lemezein rendre felbukkan egy-egy klasszikus zeneszerző emlékének szentelt darab, így Bach és Haydn művei is feldolgozásra kerültek már. Utóbbi 88. szimfóniájának adaptálásakor csaknem 50 gitársávot használt.
Legendás képességei már a 80-as években is akkora visszhangot keltettek, hogy a Racer X koncertjein olyan legendás gitárosok jelentek meg, mint Steve Vai, vagy Billy Sheehan.
Több oktató DVD is jelent már meg a neve alatt, az elmúlt években.

## Oktatás
Paul Gilbert rendszerint publikál az angol Total Guitar magazinba, melynek CD mellékletén is rendre felbukkan egy-egy Gilbert lecke. Az 1990-es évek végén a Guitar Player magazin "Terrifying Guitar 101" rovatában is összefuthattak nevével az olvasók. Paul maga is tanít a Guitar Institute of Technology intézetben, ahova egykoron még ő is diákként járt.
Oktató DVD-i gyakran komikus jellegűek, tanítási módszerében kerüli a mások számára unalmas, "száraz" gyakorlatokat. Jelenleg a Guitar World "Shred Alert" rovatában jelennek meg írásai.

## Felszerelés
Általában a nevével fémjelzett Ibanez PGM gitárokat használja, melyek könnyen felismerhetőek a testet díszítő f alakúra festett lyukakról. Korábbi Ibanez PGM gitárjain Floyd Rose tremolórendszer volt látható, de mivel játékában nem kapnak nagy hangsúlyt a tremolókaros manőverek, ezért az újabb gitárjain már fix húrláb látható. Pályafutása során több gitármárkát is kipróbált, például a 70-es években egy Gibson Les Paul is a tulajdonában volt.
Gyűjteményében többféle Ibanez található (RG 750, PGM 300, PGM 301), de félig üreges testű elektromos gitár is van a birtokában.
Saját elképzeléseit tükrözi az Ibanez "Fireman" is, melyet saját maga tervezett.
2009-ben jelent meg legújabb modellje az Ibanez PGM401, de utóbbi turnéin gyakorta mutatkozik egy fehér színű, duplanyakú hangszerrel is.
Hírhedtté vált azon akciói révén is, mikor fúróval játszik gitárján, a Mr. Big Daddy Mother Brother Little Boy számában.
Paul Gilbert az alábbi effekteket alkalmazza:
| - Homebrew Electronics Bajo Mos - Homebrew Electronics Detox EQ - Tc electronics nova delay - Homebrew Electronics compressor retro - MXR phase 100 - MXR Script phase 90 - BOSS Digital Delay DD-3 | - Ibanez Airplane Flanger AF2 - MXR Blue box - Homebrew Electronics THC chorus - Robert Keeley Nova Wah LE - Electro-Harmonix Deluxe Electric Mistress - Korg Pitchblack tuner or Boss Chromatic Tuner - Majik Box Fuzz Universe (as of 2010) - Jim Dunlop 535Q Crybaby (as of 2010) |

## Diszkográfia

### Black Sheep
- Trouble In The Streets (1985)

### Racer X
- Street Lethal (1986)
- Second Heat (1987)
- Extreme Volume Live (1988)
- Extreme Volume II Live (1992)
- Technical Difficulties (1999)
- Superheroes (2000)
- Snowball of Doom (2002)
- Getting Heavier (2002)
- Snowball of Doom 2 (2002)

### Mr. Big
- Mr. Big (1989)
- Raw Like Sushi (1990)
- Lean Into It (1991)
- Raw Like Sushi II (1992)
- Bump Ahead (1993)
- Japandemonium: Raw Like Sushi 3 (1994)
- Channel V at the Hard Rock Live (1996)
- Hey Man (1996)
- Big Bigger Biggest: Greatest Hits (1996)
- Next Time Around -válogatáslemez (2009)
- Back To Budokan -koncertlemez (2009)
- What If... (2010)
- ...The Stories We Could Tell (2014)

### Szólólemezek
- Tribute to Jimi Hendrix (EP) (1991)
- King of Clubs (1998)
- Flying Dog (1999)
- Beehive Live (1999)
- Alligator Farm (2000)
- Raw Blues Power Jimi Kidd-del közös lemez. (2002)
- Burning Organ (2002)
- Paul the Young Dude/The Best of Paul Gilbert (2003)
- Gilbert Hotel (2003)
- Acoustic Samurai (2003)
- Space Ship One (2005)
- Get Out of My Yard (2006)
- Tough Eskimo (limitált EP) (2007)
- Silence Followed By A Deafening Roar (2008)
- United States Freddie Nelson énekessel (2009)
- Fuzz Universe (2010)
- Vibrato (2012)
- I Can Destroy (2015)

### Egyéb szereplések
- Atomic Basement Tapes – Missing Lynx (1981)
- Revelation – Darrell Mansfield Band (1985)
- Pump It! – Jeff Berlin (1986)
- Out of the Sun – Joey Tafolla (1990)
- Humanary Stew – A Tribute to Alice Cooper
- Guitars That Rule the World (1992)
- Smoke On The Water: A Tribute (1994)
- Samad: Samad Lead Guitar on "Joget" and "Animo" (1994)
- Jeffology: A Guitar Chronicle (1996)
- Carmine Appice – Guitar Zeus ("Dislocated" c. számban) (1996)
- 'Akira Takasaki – Wa (1996)
- Merry Axemas – A Guitar Christmas (1997)
- Mikazuki "In Rock" – filmzene (gitározik a "Crescent Moon" és "Theme for Kazeo" dalokban) (2000)
- Becker 2001, Warmth in the Wilderness – A Tribute to Jason Becker (gitár és ének a Hawkin c. dalban)
- Hughes Turner Project – HTP (2002)
- Battle Gear III: The Edge (a "Charge and Discharge," a "Morning View," és a "The Machine of Rage" bónusz dalokban) (2003)
- Kim Fox Return to Planet Earth (2003) Gitár a 4. dalban
- Guitar Wars (2003)
- Return to the Planet Earth – Kim Fox (2003)
- One Night in New York City – Yellow Matter Custard (2003) Bővebben: MikePortnoy.com
- Mieze – Marco Minnemann (2004)
- Five Feet...No Inches – Pintsize (2005)
- Contraire de la chanson – Marco Minnemann (2006)
- Parador ("Joke" c. dalban) – Wisely (2006)
- Light at the End of the Tunnel – War & Peace (2006) (+Richie Kotzen, John Norum, Jeff Pilson)
- Two Nights In North America – Hammer of the Gods (2006) Bővebben: MikePortnoy.com
- One Night in Chicago – Cygnus and the Sea Monsters (2006) Bővebben: MikePortnoy.com
- Live with Sex Machineguns – Tokyo (2005)
- One Night in New York City – Amazing Journey (2007)  Bővebben: MikePortnoy.com
- Spin The Bottle – An All Star Tribute To Kiss ("I Want You" c. dalban gitározik) (2004)
- Numbers from the Beast – An All Star Tribute to Iron Maiden ("The Evil That Men Do" c. dalban gitározik) (2005)
- Evil Lives: A True Metal Tribute to Black Sabbath ( a Racer X játssza a "Children of the Grave" c. dalt.) (2006)
- The Fool – Jeff Martin szólóalbum (2006)
- Sola Scriptura – Neal Morse (2007)
- G3 2007-es koncertsorozat
- Guitar Hero – MC Lars (2008)
- Bowling For Soup – Merry Flippin Christmas VOL 1 (I Saw Mommy Kissing Santa Clause) (2009)